# Trường đua Mugello
Trường đua Mugello (tiếng Italia Autodromo Internazionale del Mugello), là một trường đua xe chuyên dụng nằm ở thị trấn Scarperia e San Piero vùng Toscana, Italia. Trường đua hiện đang đăng cai chặng đua MotoGP Italia của giải đua MotoGP.

## Lịch sử
Những cuộc đua được tổ chức ở Mugello từ những năm đầu của thập niên 1920. Thời điểm đó, trường đua này là một trường đua đường phố, có chiều dài lên tới 66 km. Đến năm 1974, ban quản lý trường đua quyết định chuyển đổi và nâng cấp một đoạn đường dài 5,2 km thành một trường đua chuyên dụng. Đó chính là trường đua Mugello hiện đại ngày nay.
Sau khi được chuyển đổi thành trường đua chuyên dụng thì trường đua giành được quyền đăng cai MotoGP một cách không thường xuyên từ năm 1976-1993 (do phải luân phiên tổ chức với các trường đua Misano và trường đua Imola).
Từ năm 1994 đến nay, trường đua tổ chức định kỳ chặng đua MotoGP Italia, trừ năm 2020 do ảnh hưởng của đại dịch COVID-19 nên chặng đua MotoGP Italia đã bị hủy.
Nhưng cũng vì đại dịch COVID-19 mà trường đua đã được ban tổ chức F1 cho phép tổ chức chặng đua GP Tuscan 2020, đây là lần đầu tiên trường đua này được đăng cai chặng đua Công thức 1. Cuộc đua này xảy ra một tai nạn liên hoàn và người chiến thắng là Lewis Hamilton.
Năm 2021, tay đua Jason Dupasquier tử nạn ở thể thức Moto3.

## Các kỷ lục vòng chạy
Dưới đây là các kỷ lục vòng chạy nhanh nhất của các giải đua được tổ chức ở trường đua Mugello:
| Giải đua          | Thời gian | Tay đua                | Xe                                 | Sự kiện                                     | Tham khảo |
| ----------------- | --------- | ---------------------- | ---------------------------------- | ------------------------------------------- | --------- |
| F1                | 1:18.833  | Lewis Hamilton         | Mercedes-AMG F1 W11 EQ Performance | 2020 Tuscan Grand Prix                      | [ 5 ]     |
| FIA F2            | 1:33.295  | Dan Ticktum            | Dallara F2 2018                    | 2020 Mugello Formula 2 round                | [ 6 ]     |
| Auto GP           | 1:35.075  | Kevin Giovesi          | Lola B05/52                        | 2013 Mugello Auto GP round                  | [ 7 ]     |
| FIA F3            | 1:37.127  | Lirim Zendeli          | Dallara F3 2019                    | 2020 Mugello Formula 3 round                |           |
| F3000             | 1:38.367  | Alessandro Zanardi     | Reynard 91D                        | 1991 Mugello Grand Prix                     | [ 8 ]     |
| Formula 3         | 1:42.366  | Mika Mäki              | Dallara F308                       | 2008 Mugello F3 Euro Series round           | [ 9 ]     |
| FREC              | 1:42.535  | Gianluca Petecof       | Tatuus F.3 T-318                   | 2020 Mugello FREC round                     | [ 10 ]    |
| F2                | 1:43.920  | Mike Thackwell         | Ralt RH6 Honda                     | 1984 Mugello Grand Prix                     |           |
| GT1               | 1:45.013  | Bernd Schneider        | Mercedes-Benz CLK GTR              | 1997 FIA GT Mugello 4 Hours                 | [ 11 ]    |
| DTM               | 1:45.273  | Jamie Green            | AMG-Mercedes C-Klasse 2008         | 2008 Mugello DTM round                      | [ 12 ]    |
| Group C           | 1:45.790  | Riccardo Patrese       | Lancia LC2                         | 1985 1000 km of Mugello                     | [ 13 ]    |
| MotoGP            | 1:46.810  | Johann Zarco           | Ducati Desmosedici GP21            | 2021 Italian motorcycle Grand Prix          |           |
| GT3               | 1:47.017  | Riccardo Agostini      | Lamborghini Huracán GT3            | 2017 2nd Mugello Italian GT round           | [ 14 ]    |
| Formula 4         | 1:47.236  | Juan Manuel Correa     | Tatuus F4-T014                     | 2016 Mugello Italian F4 round               | [ 15 ]    |
| Moto2             | 1:51.208  | Sam Lowes              | Kalex Moto 2                       | 2021 Italian motorcycle Grand Prix          |           |
| Ferrari Challenge | 1:51.269  | Emanuele Maria Tabachi | Ferrari 488 Challenge Evo          | 2020 Mugello Ferrari Challenge Europe round | [ 16 ]    |
| GT2               | 1:54.563  | Philippe Gache         | Chrysler Viper GTS-R               | 1997 FIA GT Mugello 4 Hours                 | [ 11 ]    |
| Super Touring     | 1:56.170  | Peter Kox              | Honda Accord                       | 2000 Mugello ESTC round                     | [ 17 ]    |
| Moto3             | 1:56.628  | Fabio Di Giannantonio  | Honda NSF250RW                     | 2018 Italian motorcycle Grand Prix          |           |
| GT4               | 1:58.811  | Michael Fischer        | BMW M4 GT4                         | 2019 12 Hours of Mugello                    | [ 18 ]    |
| TCR Touring Car   | 1:59.417  | Kantadhee Kusiri       | CUPRA León TCR                     | 2019 12 Hours of Mugello                    | [ 19 ]    |